# Río Tarija
Der Río Tarija ist ein Fluss im Süden des südamerikanischen Anden-Staates Bolivien.
Der Río Tarija hat seinen Ausgangspunkt beim Zusammenfluss von Río Camacho und Río Nuevo Guadalquivir etwa 15 km unterhalb von Tarija, der Hauptstadt des Departamentos. Der Ausgangspunkt  liegt in der bolivianischen Cordillera Oriental etwa 50 km nördlich der Grenze zu Argentinien in einer Höhe von 1674 m nahe der Stadt Valle de Concepción. Von dort aus fließt der Río Tarija in südöstlicher Richtung, vereinigt sich nach 184 km an der argentinischen Grenze mit dem Río Itaú und trägt ab dort bis zu seiner Mündung in den Río Bermejo den Namen Río Grande de Tarija.